# Ближняя Полубянка
Ближняя Полубянка — село в Острогожском районе Воронежской области. Входит в состав Петренковского сельского поселения.

## История
Ближняя Полубянка возникла в начале XVIII века. Первым поселенцем был выходец из Острогожска Менжула, именем которого стали называть и новый хутор. К середине XVIII века здесь было 7 дворов, а жителей мужского пола — 25 человек. Позже хутор стали называть по имени протекавшего здесь ручья Лубянка — отсюда «хутор по Лубянке». По данным переписи 1773 года в хуторе жило 64 человека, в том числе 38 мужчин и 26 женщин. В 1871 году здесь уже было 102 двора.
Накануне Октябрьской революции в Ближней Полубянке было 110 дворов с населения 874 человека, в том числе 448 мужчин. Из 426 женщин грамотными были только 19.

## Население
| 1859 | 1897 | 2000 | 2005 | 2010 |
| ---- | ---- | ---- | ---- | ---- |
| 688  | ↗854 | ↘408 | ↘362 | ↗385 |

## Инфраструктура
Работает Ближнеполубянская основная общеобразовательная школа.
В селе четыре улицы — Вишневая, Задон, Садовая и Центральная.

## Русская православная церковь
Имеется церковь Спаса Нерукотворного образа — православный храм Россошанской и Острогожской епархии Воронежской митрополии, построенная в 1871 году и освященая 16 августа того же года.